# Rotteckdenkmal

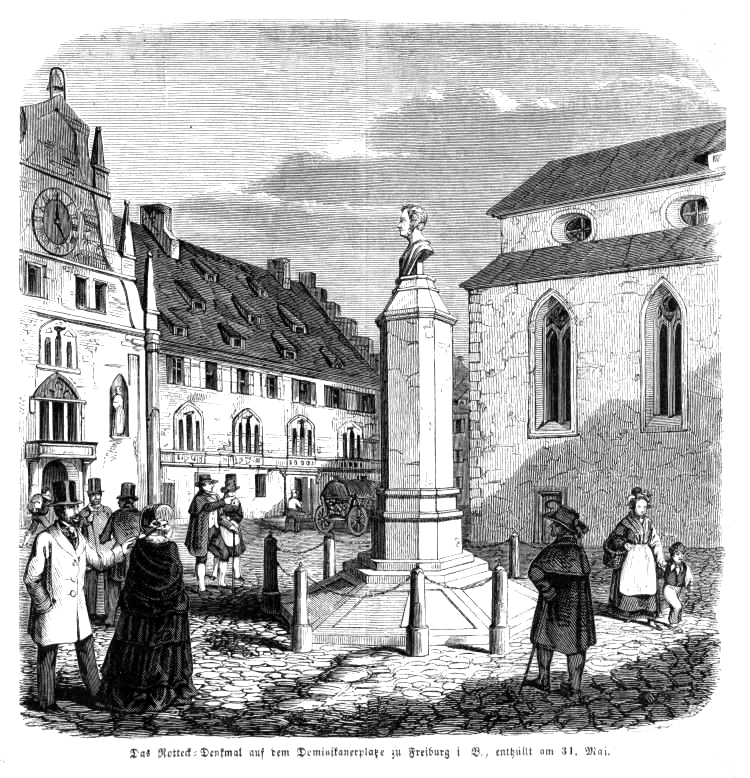
Ursprünglicher Standort am Rathausplatz (um 1850)

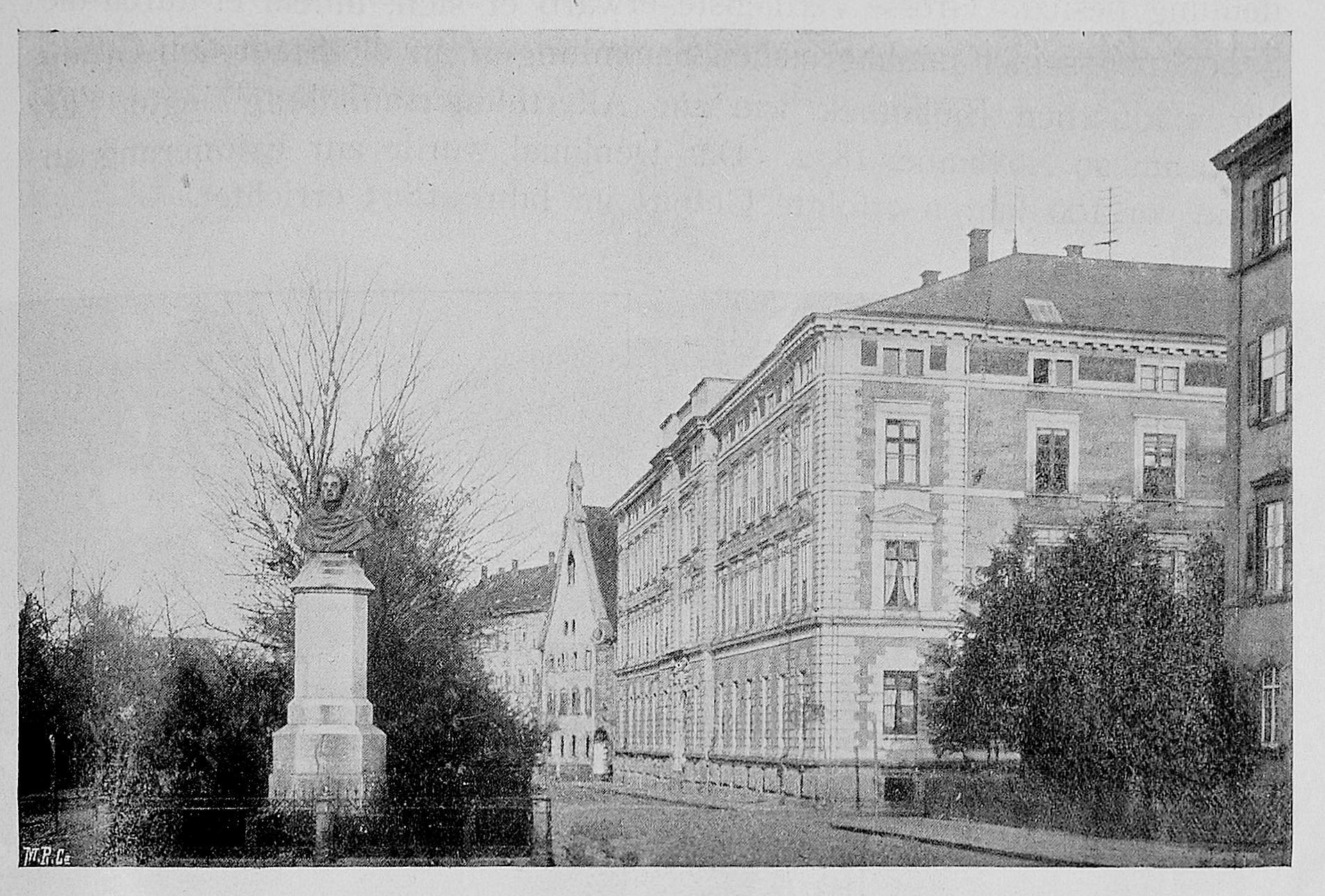
Späterer Standort vor Rottecks Geburts- und ehemaligem Wohnhaus (um 1898)

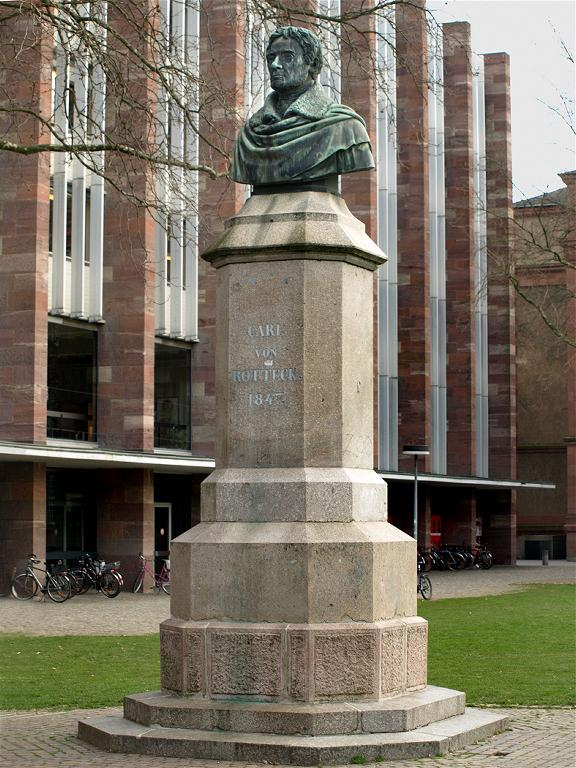
Letzter Standort (bis 2015) vor dem KG II der Universität

Das Rotteckdenkmal ist eine Büste des liberalen Politikers Karl von Rotteck (1775–1840) in der Altstadt von Freiburg im Breisgau.
Nach dem Tod Karl von Rottecks im Jahre 1840 gab es in Freiburg schon bald Pläne, ihm hier ein Denkmal zu errichten. Das Denkmalkomitee wurde von Rottecks Weggefährten Carl Theodor Welcker geleitet und beschaffte die benötigten Mittel ohne Unterstützung der Stadt. Die ersten Pläne sahen vor, ihm zu Ehren eine Granitsäule auf dem Schlossberg zu errichten.
Erst 1844 genehmigte der Stadtrat die Aufstellung auf dem Franziskanerplatz (heute Rathausplatz ▼ ). Die Fertigstellung verzögerte sich jedoch, da der bayerische König Ludwig I. intervenierte und den Rückzug des ursprünglich ausgewählten Künstlers Ludwig Schwanthaler erzwang. Der Frankfurter Bildhauer Johann Nepomuk Zwerger gestaltet daraufhin die Büste und goss sie 1847 in München in Bronze.
Im Herbst 1847 untersagte die Kreisregierung jedoch die Errichtung des Denkmals für den Oppositionellen, nachdem die Baustelle bereits eingerichtet worden war. Erst im Oktober 1848 wurde die Kopf- und Schulterbüste auf einer massiven achtkantigen Brunnensäule aufgestellt, die bereits zuvor bestanden hatte. Der Aufbau erfolgte jedoch hinter einem Bretterverschlag, der bis zum Scheitern der Badischen Revolution von 1848/1849 bestehen blieb. Es folgte die Reaktionsära, in der das Großherzogtum Baden von Preußen besetzt war. Am 31. Mai 1850 wurde der Bretterverschlag zu nächtlicher Stunde entfernt. Auftraggeber hierfür war Baron Mariano von Sarachaga-Uria, der Stadtamtsdirektor und Vertreter Preußens, dem der Bretterverschlag seiner Ansicht nach die Aussicht aus dem Rathaus verschandelte, das ihm als Amts- und Wohnsitz diente.
Wegen der nächtlichen Enthüllung der Büste entbrannte ein Streit zwischen dem Denkmalkomitee und der Stadt. Da den Freiburgern jahrelang ein Brunnen auf dem Rathausplatz gefehlt hatte, beschloss der Gemeinderat am 23. Mai 1851, das Denkmal in einen Brunnen umzuwandeln, die Skulptur aber beizubehalten. Im Juni 1851 erreichte Sarachaga-Uria, dass der Bürgermeister den Abriss des Denkmals befahl. Uria ließ die Büste in der Nacht vom 22. auf den 23. Juni entfernen. Städtischer Baureferent und Gemeinderatsmitglied Schmidt protestierte in dieser Nacht gegen den Abriss und wurde dafür inhaftiert. 1853 wurde am selben Standort ein Denkmal für Berthold Schwarz von Josef Alois Knittel eingeweiht, das auf einem Brunnen thront. Neuer Standort für die Büste Rottecks wurde das Untergeschoss der damaligen Universitätsbibliothek in der Bertoldstraße ▼ , während der Sockel auf dem Bauhof eingelagert wurde.
Ein Jahrzehnt später, im Herbst 1861, ließ Bürgermeister Eduard Fauler auf Kosten der Stadt das Denkmal auf dem damaligen Rotteckplatz ▼ gegenüber Rottecks Geburts- und ehemaligem Wohnhaus, stellen. Heute führt hier der Rotteckring in Höhe des Colombischlössles vorbei. Die Büste erhielt einen Unterbau aus Syenit, welcher als Inschrift nur den Namen Rottecks trägt. Hier verblieb das Denkmal immerhin 84 Jahre. Als man den Standort für die Errichtung von Parkplätzen für das Verkehrsamt benötigte, entfernte man das Denkmal.
Ab 1937 fand von Rottecks Denkmal einen dritten Aufstellungsort vor dem Gymnasium, welches seinen Namen trug. Mit dem Abriss dieses alten Rotteck-Gymnasiums ▼  und dem Bau der Universitätsbibliothek musste das Denkmal auch hier weichen.
Nachdem es neun Jahre eingelagert war, wurde das Denkmal wegen eines nahenden größeren Treffens der Nachfahren von Rottecks auf dem Platz der Alten Synagoge vor dem Kollegiengebäude II der Universität ▼ aufgestellt, wo es Ende 2015 wegen der Umgestaltung des Platzes entfernt wurde.
Entgegen dem Rat der Kunstkommission, es wieder vor Rottecks Geburtshaus in der Rathausgasse 33 aufzustellen, entschied der Gemeinderat 2016, es auf der Grünfläche vor dem Peterhof aufzustellen. Dies wird voraussichtlich erst 2025 geschehen, nachdem das Kollegiengebäude II saniert wurde.